# Un matin bonne heure
Pour plus de détails, voir Fiche technique et Distribution.
Un matin bonne heure est un film franco-guinéen réalisé par Gahité Fofana, sorti en 2005.

## Synopsis
Eté 1999, Yaguine Koita et Fodé Tounkara, deux adolescents guinéens en vacances, rêvent d’un avenir meilleur, d’études et d’espoir pour tous. Comme des papillons attirés par les lumières prometteuses mais illusoires de l’Europe, ils aimeraient non seulement changer leur avenir, mais celui de tous les jeunes africains. Ils conçoivent alors un projet qui, espèrent-ils attirera l’attention des dirigeants occidentaux sur les malheurs de l’Afrique.
Gahité Fofana retrace les derniers jours de Yaguine Koïta et Fodé Tounkara retrouvés le 2 août 1999 à Bruxelles dans le train d’atterrissage d’un avion de la SABENA. Pour expliquer leur geste, les deux adolescents portaient sur eux une lettre aux «Excellences, Messieurs les responsables d’Europe», qui représente un émouvant appel au secours :
[…] C’est de votre solidarité et votre gentillesse que nous vous crions au secours en Afrique. […] Donc si vous voyez que nous nous sacrifions et exposons nos vies, c’est parce qu’on souffre trop en Afrique et qu’on a besoin de vous pour lutter contre la pauvreté et pour mettre fin à la guerre en Afrique. Néanmoins, nous voulons étudier, et nous vous demandons de nous aider à étudier pour être comme vous en Afrique.

## Fiche technique
- Titre : Un matin bonne heure
- Titre original : Un matin bonne heure
- Titre anglais : Early in the Morning
- Réalisation : Gahité Fofana
- Scénario : Gahité Fofana
- Production : Arte France, Key Light, bafila films
- Musique : Sory Kandia Kouyaté et Sékou Kouyaté
- Montage : Gahité Fofana
- Pays d'origine :  France Guinée
- Format : couleur - 35 mm
- Genre : drame
- Durée : 75 minutes
- Date de sortie : 2006

## Distinctions
- 2006 : Prix Oikocredit suisse au 20e Festival international de films de Fribourg
- 2006 : SIGNIS Prize International Film Festival Open Doek of Turnhout, Belgique
- 2007 : Prix des Nations unies pour la promotion des droits de l’enfant au 20e Festival panafricain du cinéma et de la télévision de Ouagadougou